# Apple Macintosh SE 30
Apple MACINTOSH SE 30 (MACINTOSH SE 30) је био професионални рачунар фирме Епл (Apple) који је почео да се производи у САД од 1989. године.
Користио је Motorola MC 68030 као микропроцесор. RAM меморија рачунара је имала капацитет од 1 / 4 MB (до 128 MB) + 256 бајтова PRAM-а. 
Као оперативни систем кориштен је MAC OS 6.0.3 или касније верзије.

## Детаљни подаци
Детаљнији подаци о рачунару MACINTOSH SE 30 су дати у табели испод.
|                       |                                                |
| [ 1 ]                 |                                                |
| Произвођач            | Епл                                            |
| Тип                   | професионални рачунар                          |
| Меморија              | 1 / 4 (до 128 MB) + 256 бајтова of PRAM        |
| Поријекло             | Сједињене Америчке Државе                      |
| Година                | 1989                                           |
| Тастатура             |                                                |
| Процесор              |                                                |
| Фреквенција процесора | 15,77                                          |
| RAM                   | 1 / 4 (до 128 MB) + 256 бајтова PRAM-а         |
| ROM                   | 256                                            |
| Текст                 |                                                |
| Графика               | 512 x 342                                      |
| Боја                  | монохроматски (9-инчни монитор, црно и бијело) |
| Звук                  | 4 стерео канала                                |
| Димензије             | 13,6 x 9,6 x 10,9 инча / 19,5 фунти            |
| Портови               |                                                |
| Оперативни систем     | или касније верзије                            |